# 戈爾茲伯勒 (馬里蘭州)
戈爾茲伯勒（英語：Goldsboro）是一個位於美國馬里蘭州加羅林縣的市鎮。

## 人口
根據2020年美國人口普查的數據，戈爾茲伯勒的面積為2.05平方千米，當中陸地面積為2.02平方千米，而水域面積為0.03平方千米。當地共有人口211人，而人口密度為每平方千米103人。